# François Joseph Pey
François Joseph Pey (Solliès-Pont, 29. siječnja 1759. – Pariz, 2. rujna 1792.) bio je francuski katolički svećenik i blaženik. Njegov spomendan je 2. rujna, a u biskupiji Trier 30. siječnja.

## Životopis
Pey je rođen kao drugo od devetero djece u obitelji liječnika. Nakon završene srednje škole u Aix-en-Provenceu, odlazi u Pariz na studij filozofije i teologije te je ušao u sjemenište u Trieru 1779. godine, zahvaljujući stričevom prijateljstvu s izbornim knezom trierskim. Dana 10. kolovoza 1784. trierski izborni knez i nadbiskup Clemens Wenzeslaus zaredio ga je za svećenika u kapeli palače u Kärlichu.
Od listopada 1784. djeluje kao ispovjednik i svojevrsni studentski kapelan u Parizu, gdje je nastavio studij s fokusom na biblijske predmete i postigao stupanj magister artium na Sorbonni. Kasnije je odbio kanonikat koji mu je ponudio ujak. Od 1788. djelovao je kao vikar u pariškoj župi St. Landry. Tu je bio imenovan predstavnikom gradskog klera, koji je kao primarni birač mogao birati predstavnike za Narodnu skupštinu.
Na dan juriša na Tuileries, 10. kolovoza 1792., uhićen je zajedno s drugim svećenicima i odveden u zatvor. Svjesno nije iskoristio priliku koja mu se pružila za bijeg jer nije želio napustiti svoju subraću. Nakon kratkog ispitivanja pogubljen je u noći 3. rujna 1792. zajedno sa ostalih 190 svećenika. Papa Pio XI. beatificirao ga je 17. listopada 1926. godine zajedno s ostalim mučenicima.[nedostaje izvor]

## Poveznice
- Rujanski mučenici

### Mrežna sjedišta
- Franz Josef Pey. ps-trier.de (njemački). Inačica izvorne stranice arhivirana 2. rujna 2024. Pristupljeno 28. kolovoza 2024.